# Rhachibermissa splendida
Rhachibermissa splendida là một loài côn trùng trong họ Berothidae thuộc bộ Neuroptera. Loài này được Grimaldi miêu tả năm 2000.